# Pemptoporus augur
Pemptoporus augur är en mångfotingart som först beskrevs av Filippo Silvestri 1897.  Pemptoporus augur ingår i släktet Pemptoporus och familjen Spirostreptidae. Inga underarter finns listade i Catalogue of Life.